# Wendigo
El Wendigo (ˈwɛndɪɡoʊⓘ) es una criatura mitológica o espíritu maligno perteneciente al folclore de las tribus de los algonquinos de las Primeras Naciones con sede en los bosques del norte de Nueva Escocia, la costa este de Canadá y la región de los Grandes Lagos de Canadá y en Wisconsin, Estados Unidos. El wendigo se representa como un espíritu monstruoso y malévolo, con algunas características de un ser humano o como un espíritu, que ha poseído a un ser humano y lo ha convertido en un wendigo. La figura original es de un ser humano de tamaño mayor al normal que crece conforme se alimenta y tiene hambre siempre, al grado que se ha alimentado de sus labios, la inclusión de cuernos se debe a la cultura pop, pero es una copia del Cernunnos de la cultura Celta. El antropólogo David Gilmore afirma que puede adquirir muchas formas. Se dice que su influencia invoca actos de asesinato, codicia insaciable, canibalismo y los tabúes culturales contra tales comportamientos.
La criatura presta su nombre al controvertido término médico moderno de psicosis de Wendigo, descrito por los psiquiatras como un síndrome cultural con síntomas como un intenso deseo de carne humana y miedo a convertirse en caníbal. En algunas comunidades indígenas, la destrucción del medio ambiente y la codicia insaciable también se ven como una manifestación de la psicosis Wendigo.

## Mitología algonquina
El wendigo es parte del sistema tradicional de creencias de varias de las tribus algonquinas del noreste de Estados Unidos y Canadá, sobre todo los ojibwa y los saulteaux, los cree, los naskapi y los innu. Aunque las descripciones de la criatura varían, es común que todas estas culturas describan a los wendigos como seres sobrenaturales malévolos, antropófagos y poseedores de un gran poder espiritual (manitu). Están fuertemente asociados con el invierno, el norte, el frío, la hambruna y la inanición.
Al mismo tiempo, los wendigos son personificaciones de la glotonería, la codicia y los excesos: no se satisfacen únicamente con matar y consumir a una sola persona, sino que constantemente están buscando nuevas víctimas ya que su hambre nunca se sacía. En algunas leyendas, los humanos que se ven sobrepasados por la codicia pueden llegar a convertirse en wendigos. De este modo, el mito del wendigo tiene también como propósito promover la cooperación y la moderación.
Entre los ojibwa, los cree, los naskapi y los innu, los wendigos se describen como gigantes, muchas veces más grandes que un hombre, característica ausente en mitos de otros pueblos algonquinos. Cuando un wendigo devora completamente a una persona, su estatura crecerá proporcionalmente a la carne que ha consumido, por lo que nunca se verá satisfecho. De este modo, el wendigo es descrito simultáneamente como un ser glotón y a la vez demacrado por la inanición.
En todas las culturas donde está presente el mito del wendigo existe la creencia de que los seres humanos pueden convertirse en este monstruo si alguna vez practican el canibalismo o si son poseídos por el espíritu demoníaco de un wendigo, a menudo durante un sueño. En cuanto se da la transformación, la persona se volverá violenta y obsesionada con el consumo de carne humana. La causa más frecuente de la transformación en wendigo es que la persona haya recurrido al canibalismo, devorando el cuerpo de otra persona con el fin de evitar morir de hambre durante un periodo de gran necesidad, por ejemplo, durante los duros y fríos inviernos.
Entre los algonquinos, el canibalismo se considera un grave tabú, incluso si se practica para salvar la propia vida; en sus creencias, se acepta más el suicidio o la resignación a la muerte como solución al hambre extrema. En cierta forma, el mito del wendigo funciona como un método disuasivo y una advertencia contra el canibalismo: aquellos que lo practican corren el riesgo de convertirse en este monstruo.
Entre los assiniboine, los cree y los ojibwa existió una danza satírica que se practicaba en tiempos de gran hambruna para reforzar el tabú sobre el wendigo. Esta danza ceremonial, conocida por los ojibwa como wiindigookaanzhimowin, se realiza actualmente como parte de las actividades del último día de la Danza del Sol, e incluye el uso de una máscara y bailar hacia atrás al ritmo de un tambor.

## Leyendas y cuentos
Las leyendas acerca del wendigo son numerosas. En varias historias, se cuenta que fue un gran cazador que se perdió en el bosque y que, por alimentarse con carne humana, fue castigado y se transformó en este monstruo con grandes manos con garras y muy ágil, que se alimenta de carne humana. A veces se le personifica como el viento sobre las copas de los árboles o como un espíritu; otras, como un ser musgoso que habita en lo profundo del bosque; otras, como una terrible criatura mitad bestia, mitad hombre. El wendigo "llama" a sus presas por su nombre, y cuando estas oyen su llamada no pueden evitar el correr a las profundidades del bosque y perderse para siempre. En otras se le describe como un espíritu del bosque, corpulento y con pelo blanco, que se alimenta de musgo. En otras versiones se cuenta que comía guerreros que se aventuraban demasiado en los grandes bosques desiertos y helados del norte de Canadá y Estados Unidos y que se perdían en los mismos. Una leyenda narra que el primer wendigo fue un mortal traicionado por su amada que, para vengarse, la mata y se come su corazón; sin embargo, en vez de saborear el calor de su venganza, el corazón se le congeló y lo convirtió en una bestia que comía corazones.
En otras interpretaciones de este ser, se le describe como un mero acompañante de los viajeros. Cuando una persona viaja sola por el bosque, el wendigo la sigue y desaparece cuando el mismo se vuelve para cerciorarse de si hay alguien a su espalda. En estas historias el wendigo es totalmente inofensivo en sí mismo, pero el miedo lleva a provocar que el viajero se extravíe en el bosque o se despeñe por un precipicio.

## En la cultura popular
El mito del wendigo se ha utilizado con frecuencia en la literatura, el cine y la televisión. Una de las primeras obras de ficción fue el relato El Wendigo (1910), de Algernon Blackwood, en el cual aparece como un ser temido por los indígenas de los bosques del norte de América, comedor de musgo y no de humanos. En dicha historia personifica la llamada atávica de la naturaleza, el animal que todo hombre lleva dentro. El escritor August Derleth, del círculo de H. P. Lovecraft y sus Mitos de Cthulhu, asocia al wendigo con el dios ártico Ithaqua. En el libro Cementerio de animales (1984), del estadounidense Stephen King, se menciona al wendigo como la entidad responsable del maleficio imperante en el cementerio de los micmac que hace que todo aquel que sea enterrado en este cementerio, ya sea un animal o una persona, vuelva a la vida como un ser lleno de maldad al que le gusta asesinar y torturar mentalmente a sus víctimas. Aunque sea clave en la novela, el personaje nunca es mencionado explícitamente en la versión cinematográfica de la novela que se estrenó en 1989. Igualmente sobre este personaje se filma la cinta estadounidense de terror Escalofrío. El concepto de wendigo es central en la película Ravenous acerca de colonos del viejo oeste atacados por el hambre. La novela corta Blackwood: piel y huesos del escritor independiente Jaume Vicent también se sirve del wendigo como antagonista e hilo conductor de la trama.
Es una de las primeras criaturas a las que hacen frente los hermanos Winchester en la serie de televisión Supernatural. En la serie Hannibal, el protagonista Will Graham relaciona a Hannibal Lecter con esta criatura y lo imagina como tal. También aparece como personaje en la novela El mago: Los secretos del inmortal Nicolas Flamel (2007), como una de las criaturas que ve Perenelle Flamel durante su estancia en Alcatraz. Aparece en juegos de rol como Dungeons & Dragons y Hombre lobo: El Apocalipsis, donde hay una tribu ficticia de hombres-lobo, llamada Wendigo. Dentro de los videojuegos también se puede encontrar al Wendigo en el videojuego Until Dawn (2015), donde los antagonistas principales eran Wendigos que perseguirían al jugador a lo largo de toda la experiencia. Aparece como protagonista en Mahō Tsukai no Yome "La novia del mago antiguo" serie de manga hecha por Kore Yamazaki en el 2014. Un anime precuela de tres partes es producido por Wit Studio, y una adaptación a anime comenzó a emitirse el 8 de octubre de 2017. Además aparece en el videojuego Fallout 76 (2018), donde es un enemigo que atacará al jugador. El wendigo aparece también en la saga RPG japonesa Megami Tensei como un demonio.
Aparece en el episodio 12 de la primera temporada de la serie Charmed, Piper es atacada por un ser similar a un hombre lobo, pero resulta ser un Wendigo y sus hermanas deben encontrar al Wendigo que la atacó y matarlo para romper la maldición del wendigo en Piper. Aparece mencionado en la novela La señal de Maxime Chattam. En España, el autor de novelas de fantasía y ciencia ficción Javier Torras de Ugarte publicó en 2017 una interpretación del mito, al que llegó a través del relato de Blackwood. Torras de Ugarte presenta en "Noche de Navidad o El Wendigo" (2017) las características principales de la leyenda, trasladadas a un historia actual de terror psicológico. En la serie infantil My Little Pony: La Magia De La Amistad, los Wendigos aparecen como espíritus equinos que son atraídos por la enemistad, el conflicto y la desconfianza, cubriendo de nieve y hielo todo a su paso; Solo la amistad y el amor los ahuyenta.
El 14 de noviembre de 2018 se estrenó Fallout 76, un videojuego postapocalíptico ambientado en Virginia Occidental del 2102, en donde los Wendigos son un monstruo caníbal mítico nativo de los bosques de Appalachia en Norteamérica. Son criaturas humanoides de aspecto terrorífico que acechan en los bosques frondosos de la región. Los Wendigos nacen de una persona la cual practica el canibalismo, esta persona se va deteriorando a medida que consume más carne humana, hasta el punto de volverse un Wendigo, y poseer una velocidad vertiginosa, afiladas garras y un insaciable apetito por la carne fresca, convirtiéndolo en una criatura digna de pesadilla. Ya para el 2103, algunos Wendigos mutaron en gigantescas y peligrosas criaturas conocidas como Colosos, caracterizadas por medir varios metros de alto y poseer tres cabezas.
En el videojuego Monster Legends hay un monstruo inspirado en un Wendigo, específicamente el monstruo de elemento tierra llamado Gaidigo.
La película de terror sobrenatural, Antlers (2021), dirigida por Scott Cooper y producida por Guillermo del Toro, está basada en el Wendigo.
En los Marvel Comics, aparece una versión del Wendigo como antagonista en varias historias, teniendo su primera aparición en Incredible Hulk #162.

## En la criptozoología
En la criptozoología, la leyenda del wendigo se suele tratar de relacionar como una variante o pariente de Pie Grande.[cita requerida]